# بت ۹جا
بت ۹جا یک شرکت بوک ساز آنلاین است که در شرط‌بندی رویدادهای مهم ورزشی در نیجریه فعالیت می‌کند. این شرکت تحت وب سایت KC Gaming Networks Limited و توسط تعدادی از سهامداران ملیت‌های مختلف اداره می‌شود، این وب سایت با مجوز فعالیت در سایر بخش‌های نیجریه توسط مجوز انجمن قرعه کشی ایالتی لاگوس (LSLB) مجوز گرفته‌است.

## حمایت
در تاریخ ۱۰ سپتامبر ۲۰۱۳، بت ۹جا در جریان رونمایی رسمی از بت ۹جا، قرارداد حمایت از پیراهن با Remo Stars FC را امضا کرد. بت ۹جا همچنین پس از امضای تفاهم نامه بین دو طرف در ژوئن ۲۰۱۵، حامی رسمی لیگ فوتبال زنان نیجریه است.